# 楠本さちこ
楠本 さちこ（くすもと さちこ）は、日本の脚本家・演出家・作詞家。
主にテレビ番組『キティズパラダイス』（のちにキティズパラダイスPeaceに改題）の楽曲を、作曲家たかはしごうと組んで作詞していた。
東京都多摩市にあるテーマパーク、サンリオピューロランドでライブショーの脚本・演出を行っていた。
主に『オシャレ魔女♥ラブandベリー』『たまごっち』『名探偵コナン』(トムス・エンタテインメント、業務提携先のセガサミーホールディングスの子会社)など、サンリオと他社キャラクターのコラボレーションのライブショーにおいて、脚本や演出を行うことが多い。
2009年にはガチャピン・ムックとハローキティ・シナモロールのコラボレーションショー「ハローキティとガチャピン・ムックのうみのぼうけん!」の脚本・演出を担当した（共同演出はカンカラの入山学）。

## 主な作詞作品
たかはしごう作曲の楽曲
- 「あたらしいいちにち」
- 「たこやきいかが?」
- 「トモダチっていいね」
- 「世界にナマステ」
- 「魔法のクレヨン」
- 「エブリディ=スペシャルディ」
- 「ぱくぱくおフレンズ」

（以上、DVD『マジカルダンス！』に収録）
- 「みんなピース!」
- 「心のタイムカプセル」

（以上、DVD『みんなでピース！』に収録）
- 「プラスで行こう!」
- 「がんばでGO!GO!」
- 「あしたのために」
- 「ふたりはライバル」
- 「きっとうまくいくよ」
- 「ようこそバニーズフィールドへ」
- 「はじまるものがたり」
- 「カラダヨロコブ体操」

（以上、CDキティズパラダイスPLUS ソングブック『サンリオキャラクターとうたおう！アニメ・ソング』に収録）
- 「はじまるものがたり」
- 「魔法のランプ?」
- 「ビバ！オドラーニャ」
- 「シナモエンジェルスだもん!」
- 「がってんばつ丸の回転寿司」
- 「カラダヨロコブ体操」
- 「水玉のさんぽみち」

（以上、CDキティズパラダイスPLUS ソングブック『サンリオキャラクターとおどろう！ダンス・ソング』に収録）
- 「みらいへの宝箱」
- 「Chu!」
- 「森のコンビニ」
- 「キラリボン」
- 「みんなでパラパ!!」
- 「忍者ばつ丸のかくれてポン!」
- 「ま・た、ね」

（以上、CDサンリオTVオリジナルソングブック『うれしSONG!!』に収録）
- 「みんなnakayoku!」
- 「そんでもってFUN FUN FUN !」
- 「HAPPY BIRTHDAY〜おいわいしようよ〜」
- 「ゴー!ゴー!ラーメンジャー」
- 「だいすきポップンベリー」
- 「フレ!フレ!フレー!」

（以上、CDサンリオTVオリジナルソングブック『げんきSONG!!』に収録）
竹田えり作曲の楽曲
- 「ドッキン☆クッキング」
- 「バルーンにのって」
- 「100％オトメゴコロ」
- 「みんなでチャレンジ!」
- 「すてきなおひるね」
- 「プリンプリン、たいそう?」
- 「キティズパラダイス」

その他の作曲家の楽曲
- 「ツミヒのジョマジョマ」（作曲 片山耕）
- 「ぐるんぱ音頭」（作曲 片山耕）

- 「恋して!パッツーン娘」（作曲八幡茂）

## 主な脚本・演出作品
舞台作品
- サンリオファミリークラシック『リボンの国の音楽会』
- 『ハローキティとガチャピン・ムックのうみのぼうけん!』
- 『ジュエルペットとあそぼう!』（DVD化）
- 『シュガーバニーズのボンジュール！ボンジュール!』
- 『シナモンのワンダーステージ!』
- 『めざせ！オシャレ魔女ラブandベリー』（シリーズ3作品とも）
- 『カフェシナモンのクリスマス』（DVD化）
- 『カフェシナモンはおおさわぎ!』（DVD化）
- 『ライブショーで発見!たまごっち〜たまごっち星へレッツゴー!〜』

## 主な脚本・作詞作品
舞台作品
- 『みんなでおどろう!セントレアフレンズ』
- 『ハッピーキャラバンがやってきた』
- 『ジュエルペットとシナモンのみらいレボリューション!』（DVD化）
- 名探偵コナンinサンリオピューロランド『キティの失われたリボン』
- 『ウサハナのカラフルファンタジー』（DVD化）

TV
- TX『キティズパラダイスPEACE!』ダニエルBlog
- TX『キティズパラダイス』『ハローキティとバッドばつ丸』

VHS
- 『ダンスがいっぱい!』
- 『たのしくダンス!』
- 『みんなでABC!』
- 『LET'S おりがみ!』